# Łubnice (gemeente in powiat Staszowski)
De gemeente Łubnice is een landgemeente in het Poolse woiwodschap Święty Krzyż, in powiat Staszowski.
De zetel van de gemeente is in Łubnice.
Op 30 juni 2004 telde de gemeente 4431 inwoners.
Większość mieszkańców zajmuje się rolnictwem, szczególnie uprawą truskawek.

## Oppervlakte gegevens
In 2002 bedroeg de totale oppervlakte van gemeente Łubnice 84,01 km², waarvan:
- agrarisch gebied: 78%
- bossen: 13%

De gemeente beslaat 9,08% van de totale oppervlakte van de powiat.

## Demografie
Stand op 30 juni 2004:
| Omschrijving                   | Totaal | Totaal | Vrouwen | Vrouwen | Mannen | Mannen |
| ------------------------------ | ------ | ------ | ------- | ------- | ------ | ------ |
| eenheid                        | aantal | %      | aantal  | %       | aantal | %      |
| inwoners                       | 4431   | 100    | 2250    | 50,8    | 2181   | 49,2   |
| bevolkingsdichtheid (inw./km²) | 52,7   | 52,7   | 26,8    | 26,8    | 26     | 26     |

In 2002 bedroeg het gemiddelde inkomen per inwoner 1175,17 zł.

## Administratieve plaatsen (sołectwo)
Beszowa, Borki, Budziska, Czarzyzna, Gace Słupieckie, Góra, Grabowa, Łubnice, Łyczba, Orzelec Duży, Orzelec Mały, Przeczów, Rejterówka, Słupiec, Szczebrzusz, Wilkowa, Wolica, Zalesie, Zofiówka.

## Aangrenzende gemeenten
Czermin, Oleśnica, Pacanów, Połaniec, Rytwiany, Szczucin